# Ingebjørg Hage
Ingebjørg Hage, född 18 november 1945, är en norsk arkitekt och konstvetenskapare.
Ingebjørg Hage har varit kulturvernkonsulent vid Troms fylkeskommune. Hon har också varit professor i konstvetenskap vid Universitetet i Tromsø. Där var hon bland annat ledare för forskningsprojektet Arkitekturguide for Nord-Norge og Svalbard på uppdrag av Norges forskningsråd.